# Броварський завод порошкової металургії
Завод порошкової металургії (раніше - Броварський завод порошкової металургії) — державне підприємство металургійної промисловості в Броварах.

## Історія
Казенний завод порошкової металургії (раніше - Броварський завод порошкової металургії) створювався, як спеціалізоване підприємство, яке використовує в своїй виробничій діяльності технології порошкової металургії і композиційних матеріалів.
Основна хронологія:
- Постанова ЦК КПУ і Ради Міністрів УРСР від 13 серпня 1958 року "Про розвиток порошкової металургії і впровадження виробництва металокерамічних виробів" затверджена перше проектне завдання.
- 1960 р. інститут Укргіпромез м. Дніпропетровськ проектує перші об'єкти заводу.
- 1960 р. початок будівництва заводу.
- 1963 р. введені до експлуатації газовий цех з виробництва конвертованого газу методом парогазової конверсії природного газу і комплекс енергетичних служб.
- 1964 р. введено першу чергу цеху залізних порошків.
- 1965 р. введені до експлуатації блок цехів: інструментальний, ремонтно-механічний, електроцех, цех спеціальних порошків і спеціальних виробів.
- 1967 р. введено цех запечених виробів.
- 1974 р. введено корпус цеху вуглецевих матеріалів.
- 1975 р. введено цех фрикційних дисків.
- 1977-1979 р.р. реконструкція цеху залізних порошків з переведенням його на технологію розпилення розплавів спочатку чавуну - повітрям, а потім сталі – водою високого тиску.
- 1979 р. введено корпус цеху натуральних виробів (вугле-склопластик).
- 1983 р. введено цех товарів народного споживання (металогалантерея).

Одночасно з цим будується житло в м. Бровари. (це близько 25% всього житлового фонду м. Бровари на той час), будується спортивний комплекс "Металург", база відпочинку на р. Десна - "Любич", дитячі садочки, інфраструктура Промвузла й міста (підстанції, комунікації, телефонний зв'язок, водопостачання і каналізація, очисні споруди, котельня №2 і т. д.).
Завод розвивався дуже динамічно. Чисельність колективу досягала 4 тис. осіб. Після розпаду СРСР завод було перетворено на державне підприємство, а згодом на казенне підприємство.
Збережені всі основні види виробництва, але із значним зниженням обсягів. Завод працює стабільно, поступово збільшуючи обсяги виробництва і опановуючи нові види продукції. На даний час на заводі працює близько 800 осіб.
Окрім основної промислової продукції, на заводі також діє художня майстерня з виготовлення настільних медалей. Тематика медалей охоплює видатних діячів, історичні події. Найбільша колекція медальної продукції заводу зберігається у Броварському краєзнавчому музеї.

## Продукція
- залізний порошок;
- феросиліцій гранульований;
- вироби із порошкових спечених матеріалів (конструкційні і антифрикційні вироби, деталі електротехнічного призначення);
- спечена електродна стрічка;
- гідроциклони;
- фрикційні вироби;
- вироби із композиційних матеріалів (пластики шаруваті листові, вироби із шаруватих пластиків, ущільнювальні матеріали тощо);
- викопуючі пристрої для викопування коренеплодів цукрового буряка
- настільні художні пам'ятні медалі